# Ribbed: Live in a Dive
Ribbed: Live in a Dive is het derde livealbum van de Amerikaanse punkband NOFX en het achtste en meest recente album uit de Live in a Dive-serie van Fat Wreck Chords. Het album werd door Fat Wreck Chords uitgegeven op lp (in diverse kleuren) en cd. Het album is een live-versie van het oorspronkelijke studioalbum Ribbed, dat in 1991 door Epitaph Records werd uitgegeven. Ribbed: Live in a Dive werd live opgenomen in 2012 in het Mayan-theater in Los Angeles.

## Achtergrond
Op 4 mei 2018 werd aangekondigd dat de serie zou terugkeren en dat Ribbed: Live in a Dive in augustus dat jaar zou worden uitgegeven. Ook werd bekendgemaakt dat een nummer van het album te horen zou zijn op het compilatiealbum Fat Music for Wrecked People: Punk in Drublic 2018, dat in mei uitgegeven werd. Dit bleek "Just the Flu" te zijn. Dit nummer werd later online gezet. In juni 2018 werd ook het nummer "Cheese/Where's My Cheese" online gezet.
Ribbed: Live in a Dive is het eerste album uit de Live in a Dive-serie in ruim 13 jaar tijd na de uitgave van Live in a Dive van Lagwagon. Het is het eerste album met een afwijkende titel en eveneens het eerste album uit de serie dat een live-versie van een eerder uitgegeven album is. Fat Wreck Chords maakte zelf bekend weer albums in de serie uit te gaan geven.

## Nummers
1. "Green Corn" - 2:41
2. "The Moron Brothers" - 2:50
3. "Showerdays" - 2:38
4. "Food, Sex & Ewe" - 2:48
5. "Just the Flu" - 2:10
6. "El Lay" - 2:10
7. "New Boobs" - 4:16
8. "Cheese/Where's My Slice?" - 2:16
9. "Together on the Sand" - 1:33
10. "Nowhere" - 1:33
11. "Brain Constipation" - 2:42
12. "Gonoherpasyphilaids" - 2:21
13. "I Don't Want You Around" - 2:59
14. "The Malachi Crunch" - 3:49

## Band
- Fat Mike - basgitaar, zang
- Eric Melvin - slaggitaar, accordeon
- Erik Sandin - drums
- El Hefe - gitaar, trompet